# Константінос Демердзіс
Константі́нос Демердзі́с (грец. Κωνσταντίνος Δεμερτζής; 1876–1936) — грецький політик, прем'єр-міністр країни з листопада 1935 до квітня 1936.
Помер, перебуваючи на посту глави уряду, від серцевого нападу.